# Andreas Buhr

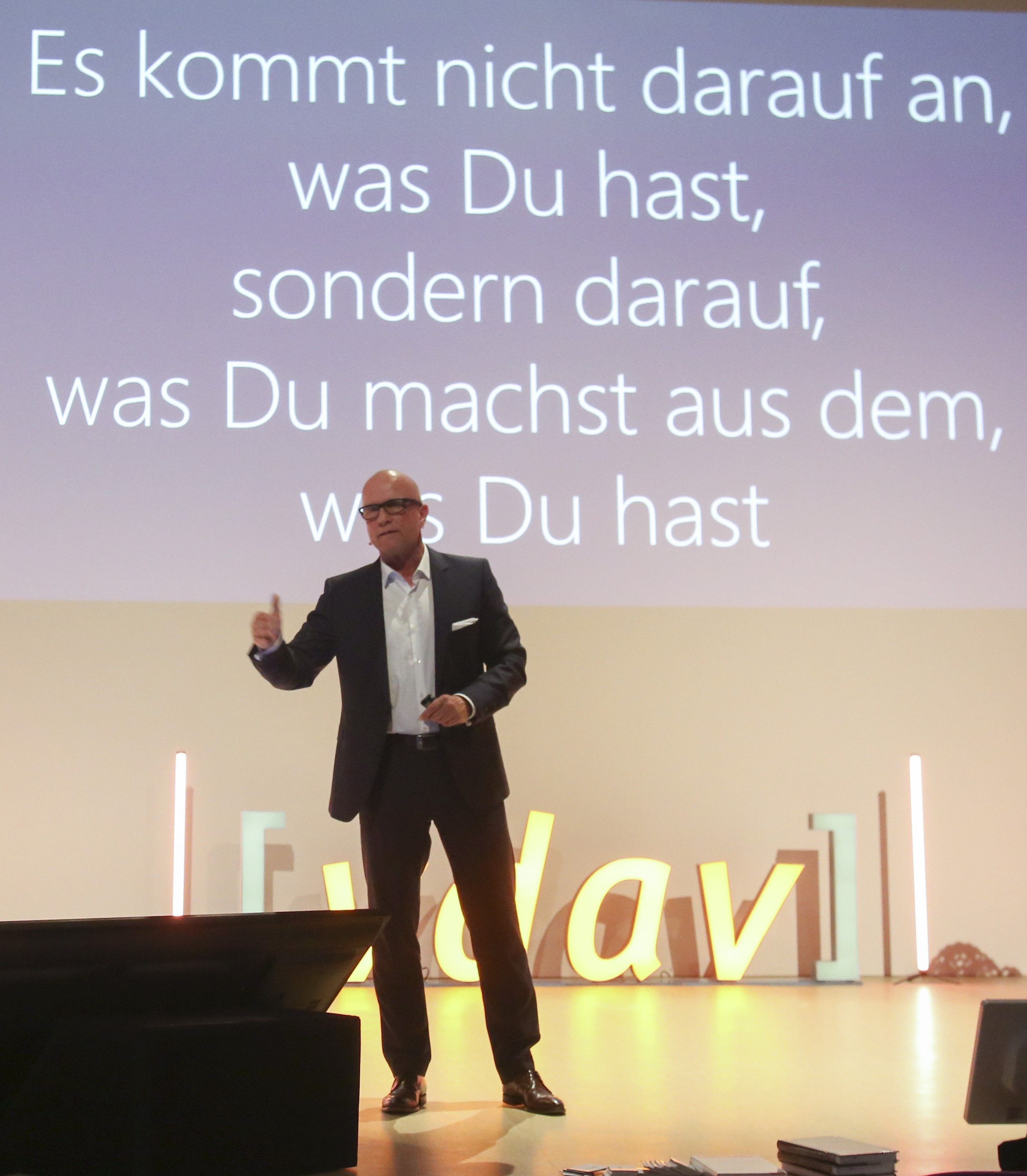
Andreas Buhr (2018)

Andreas Buhr (* 9. März 1960 in Detmold) ist ein deutscher Sachbuchautor  und Redner.

## Leben
Geboren und aufgewachsen in Detmold, lebt Buhr seit 1987 mit seiner Frau und zwei Söhnen in Düsseldorf.
Buhr studierte Betriebswirtschaftslehre in Bielefeld sowie im Schweizer St. Gallen und schloss mit dem MBA ab.
2002 gründete Buhr die Andreas Buhr GmbH und 2008 die go! Akademie für Führung und Vertrieb GmbH in Düsseldorf, deren Leistungsspektrum neben Führungs- und Vertriebsseminaren einen Trainerpool, verschiedene Trainerausbildungen sowie einen Weiterbildungsverlag umfassen. 2010 gründete er die go! Akademie für Führung und Vertrieb AG, die im Juni 2013 zur Buhr & Team Akademie für Führung und Vertrieb AG umbenannt wurde und deren Vorstand Buhr ist. Buhr arbeitet mit den Marken ©lean leadership, Kunden 3.0 ® und VertriebsIntelligenz ®.

## Veröffentlichungen
- Go! Die Kunst, das Leben zu meistern., mvg Verlag 2002, ISBN 3-478-73030-9.
- Agiere. Schritte zur Kraft des Handelns, Orell Fuessli Verlag 2005, ISBN 3-280-05128-2.
- Die Umsatz-Maschine. Wie Sie mit VertriebsIntelligenz Umsätze steigern, Gabal Verlag, 2006, ISBN 3-89749-631-3.
- Mitautor: Das Sales-Master-Training. Ihr Expertenprogramm für Spitzenleistungen im Verkauf, Gabler Verlag, 2. Aufl., 2010, ISBN 3-8349-2501-2.
- Vertrieb geht heute anders. Wie Sie den Kunden 3.0 begeistern, Gabal Verlag, 2011, ISBN 3-86936-230-8.
- Finanzvertrieb geht heute anders: Neue Wege für erfolgreiche Vermittler, Wolters Kluwer Verlag 2013, ISBN 978-3-89699-436-3.
- Führungsprinzipien. Worauf es bei Führung wirklich ankommt, Gabal Verlag, 2016, ISBN 978-3-86936-702-6.
- Vertriebsführung. Aufbau, Führung und Entwicklung einer professionellen Vertriebsorganisation, Gabal Verlag, 2017, ISBN 978-3-86936-791-0.
- mit Florian Feltes: Revolution? Ja, bitte! Wenn Old-School-Führung auf New-Work-Leadership trifft, Gabal Verlag, 2018, ISBN 978-3-86936-862-7.
- Business geht heute anders: Buhrs beste Business-Hacks für Unternehmer, Umdenker, Manager, Macher und Visionäre, Gabal Verlag, 2021, ISBN 978-3967390308
- Führungsprinzipien: Führung geht heute anders | Die 12 Leitsätze der Clean Leadership, Gabal Verlag, 2023, ISBN 978-3967391459.